# Ian Brennan
Ian Brennan er en manuskriptforfatter, skuespiller, producer og instruktør. Han er bedst kendt for sit arbejde på tv-serien Glee.

## Opvækst
Brennan er søn af John og Charman Brennan.  Hans søster, Sarah Brennan, er en af grundlæggerne af Amandla Charter School i Chicago. Han tilbragte fire år på Prospect High School i Mount Prospect, Illinois i midten af 1990'erne, og var medlem af skolens showkor, som han ikke fandt særlig behageligt. Han drømte om at blive skuespiller, og da hans high school musical instruktør også var showet's korleder, sluttede han sig til koret for at forbedre sin chance for at blive castet i musikproduktioner. Brennan kreditter hans high school teaterinstruktør John Marquette for inspirerende ham til at lave skuespil. Karakteren Will Schuester i Glee er delvis baseret på Marquette. Brennan studerede teater på Loyola University Chicago.  Han tog eksamen i 2000  og spillede skuespil for en tid i Chicago, studerede på The Second City Training Center og arbejder med Steppenwolf og Goodman Theatres, før at flytte til New York for at fortsætte med at spille skuespil.  Han har optrådt i off-Broadway skykket på Vineyard, Playwrights Horizons og MCC Theatre. Hans tidlige skriftlige erfaring var begrænset til at skitsere stykker i high school, og college stykkerne beskriver han som "forfærdelige". 